# مهارکننده بازجذب سروتونین

سروتونین

یک مهارکننده بازجذب سروتونین (SSRI) نوعی دارو است که به عنوان یک مهارکننده بازجذب انتقال‌دهنده عصبی سروتونین (۵-هیدروکسی‌تریپتامین یا 5-HT)، با فعال کردن انتقال دهنده عملکرد انتقال‌دهنده سروتونین (SERT) و افزایش غلظت آن عمل می‌کند. این عمل منجر به افزایش غلظت خارج سلولی سروتونین و در نتیجه افزایش انتقال عصبی سروتونرژیک می‌شود. این نوع از داروها جز دسته مهارکننده‌های بازجذب مونوآمین (MRI) هستند. انواع دیگر MRIها شامل مهارکننده‌های بازجذب دوپامین و مهارکننده بازجذب نوراپی‌نفرین است.
SRIها مترادف با مهارکننده‌های انتخابی بازجذب سروتونین (SSRIها) نیستند، زیرا اصطلاح اخیر معمولاً برای توصیف کلاس داروهای ضدافسردگی با همین نام استفاده می‌شود؛ درحالی که SRIها، بر خلاف SSRIها، می‌توانند در عملکرد خود انتخابی یا غیرانتخابی باشند. به عنوان مثال، کوکائین، که به‌طور غیر انتخابی بازجذب سروتونین، نوراپی نفرین و دوپامین را مهار می‌کند، یک SRI است اما یک SSRI نیست.
SRIها عمدتاً به عنوان داروهای ضد افسردگی استفاده می‌شوند (به عنوان مثال، SSRIها، SNRIها، و TCAها)، اگرچه معمولاً در درمان سایر شرایط روانی مانند اختلالات اضطرابی و اختلالات خوردن نیز استفاده می‌شوند. در موارد کمتر، SRIها برای درمان انواع بیماری‌های دیگر از جمله درد نوروپاتی و فیبرومیالژیا (به عنوان مثال، دولوکستین، میلناسیپران)، و انزال زودرس (مانند داپوکستین) و همچنین برای رژیم غذایی (مانند سیبوترامین) استفاده می‌شوند. بعلاوه، برخی از داروهای مورد استفاده بالینی مانند کلرفنیرامین، دکسترومتورفان و متادون به‌طور ثانویه نسبت به مکانیسم (های) اثر اولیه خود دارای خواص SRI هستند و این به عوارض جانبی و پروفایل‌های تداخل دارویی آنها کمک می‌کند.
یک نوع از داروی‌های نزدیک به این دسته، عامل آزادکننده سروتونین (SRA) است که یک نمونه از آن فن‌فلورامین است.

## مقایسه SRIها

### پروفیل‌های اتصال
| دارو             | SERT | NET  | DAT   |
| ---------------- | ---- | ---- | ----- |
| سیتالوپرام       | ۱٫۱۶ | ۴۰۷۰ | ۲۸۱۰۰ |
| دسمتیل‌سیتالوپرام | ۳٫۶  | ۱۸۲۰ | ۱۸۳۰۰ |
| اس‌سیتالوپرام     | ۱٫۱  | ۷۸۴۱ | ۲۷۴۱۰ |
| فموکستین         | ۱۱٫۰ | ۷۶۰  | ۲۰۵۰  |
| فلوکستین         | ۰٫۸۱ | ۲۴۰  | ۳۶۰۰  |
| فلووکسامین       | ۲٫۲  | ۱۳۰۰ | ۹۲۰۰  |
| نورفلوکستین      | ۱٫۴۷ | ۱۴۲۶ | ۴۲۰   |
| پاروکستین        | ۰٫۱۳ | ۴۰   | ۴۹۰   |
| سرترالین         | ۰٫۲۹ | ۴۲۰  | ۲۵    |
| دسمتیل‌سرترالین   | ۳٫۰  | ۳۹۰  | ۱۲۹   |
| زیملیدین         | ۱۵۲  | ۹۴۰۰ | ۱۱۷۰۰ |
| لوومیلناسیپران   | ۱۹٫۰ | ۱۰٫۵ | ND    |
| ونلافاکسین       | ۸٫۹  | ۱۰۶۰ | ۹۳۰۰  |
| ویلازودون        | ۱٫۶  | ND   | ND    |
| ورتوکستین        | ۵٫۴  | ND   | ND    |
| آمی تریپتیلین    | ۴٫۳۰ | ۳۵   | ۳۲۵۰  |
| کلومیپرامین      | ۰٫۲۸ | ۳۸   | ۲۱۹۰  |
| ایمی پرامین      | ۱٫۴۰ | ۳۷   | ۸۵۰۰  |

### اشغال SERT
| دارو         | بازه دوز (میلی‌گرم/روز) | ~۸۰٪ SERT occupancy (میلی‌گرم/روز) | نسبت (دوز/ ۸۰٪ اشغال) |
| ------------ | ---------------------- | --------------------------------- | --------------------- |
| سیتالوپرام   | ۲۰–۴۰                  | ۴۰                                | ۰٫۵–۱                 |
| اس‌سیتالوپرام | ۱۰–۲۰                  | ۱۰                                | ۱–۲                   |
| فلوکستین     | ۲۰–۸۰                  | ۲۰                                | ۱–۴                   |
| فلووکسامین   | ۵۰–۳۵۰                 | ۷۰                                | ۰٫۷۱–۵                |
| پاروکستین    | ۱۰–۶۰                  | ۲۰                                | ۰٫۵–۳                 |
| سرترالین     | ۲۵–۲۰۰                 | ۵۰                                | ۰٫۵–۴                 |
| دولوکستین    | ۲۰–۱۲۰                 | ۳۰                                | ۰٫۶۷–۲                |
| ونلافاکسین   | ۷۵–۳۷۵                 | ۷۵                                | ۱–۵                   |
| کلومیپرامین  | ۵۰–۲۵۰                 | ۱۰                                | ۵–۲۵                  |

## فهرست SRIهای انتخابی برای SERT
SRIهای زیادی وجود دارد که مجموعه‌ای از آنها در زیر ذکر شده‌است. توجه داشته باشید که فقط SRIهای انتخابی برای SERT نسبت به سایر انتقال‌دهنده‌های مونوآمین (MAT) در زیر فهرست شده‌اند. برای فهرستی از SRIهایی که در MATهای متعدد عمل می‌کنند، به سایر صفحات مهارکننده مونوآمین مانند SNRI و SNDRI مراجعه کنید.

### مهارکننده‌های انتخابی بازجذب سروتونین (SSRIها)

#### عرضه شده به بازار
- سیتالوپرام (سلکسا)
- داپوکستین (Priligy)
- اس‌سیتالوپرام (Lexapro, Cipralex)
- فلوکستین (پروزاک)
- فلووکسامین (لووکس)
- پاروکستین (پاکسیل، سروکسات)
- سرترالین (زلفت، لوسترال)

#### متوقف شده
- ایندالپاین (Upstene)
- زیملیدین (نورمود، زلمید)

#### هرگز به بازار عرضه نشده
- الاپروکلیت (GEA-654)
- سریکلامین (JO-1017)
- دسمتیل‌سیتالوپرام
- دیدسمتیل‌سیتالوپرام
- فموکستین (FG-4963؛ Malexil)
- ایفوکستین (CGP-15,210-G)
- اومیلوکستین
- پانورامین (WY- 26,002)
- پیراندامین (AY-23,713)
- RTI-353
- سپروکستین ((S)-نورفلوکستین)

### مهارکننده‌های دوگانه بازجذب سروتونین و تعدیل کننده‌های گیرنده سروتونین

#### عرضه شده به بازار
- ترازودون (دسیرل)
- ویلازودون (ویبرید)
- ورتوکستین (Trintellix)

#### هرگز به بازار عرضه نشده
- سیانوپرامین (Ro 11-2465)
- لیتوکستین (SL-810,385)
- لوبازودون (YM-992, YM-35,995)
- SB-649,915

### مهار بازجذب سروتونین به عنوان یک اثر ثانویه ضعیف‌تر/ناخواسته

#### عرضه شده به بازار
- دکسترومتورفان (DXM; Robitussin)[۶]
- دکستروپروپوکسیفن (داروون)[۷]
- دیمن‌هیدرینات (درامامین)
- دیفن‌هیدرامین (بنادریل)[۸]
- مپیرامین (پیریلامین) (آنتیسان)[۸]
- میفپریستون (Korlym, Mifeprex)[۹]

#### هرگز به بازار عرضه نشده
- دلوسمین (همچنین یک آنتاگونیست NMDA است)
- مسمبرنون (همچنین یک مهارکننده ضعیف PDE4 است که در تورتوسوم انتخاب (کانا) یافت می‌شود)
- مسمبرین (همچنین یک مهارکننده ضعیف PDE4 است که در تورتوسوم انتخاب (کانا) یافت می‌شود)[۱۰]
- روکسیندول (EMD-49,980) (همچنین یک آگونیست گیرنده شبه 5-HT1A و D2 است)